# Campeonato Mundial de Balonmano Femenino de 2015
El XXII Campeonato Mundial de Balonmano Femenino se celebró en Dinamarca entre el 5 y el 20 de diciembre de 2015 bajo la organización de la Federación Internacional de Balonmano (IHF) y la Federación Danesa de Balonmano.
Un total de veinticuatro selecciones nacionales de cuatro confederaciones continentales compitieron por el título de campeón mundial, cuyo anterior portador era el equipo de Brasil, vencedor del Mundial de 2013.
El equipo de Noruega conquistó su tercer título mundial al derrotar en la final a la selección de los Países Bajos con un marcador de 23-31. En el partido por el tercer lugar el conjunto de Rumania venció al de Polonia.

## Sedes
| Foto | Grupo          | Ciudad        | Instalación      | Capacidad |
| ---- | -------------- | ------------- | ---------------- | --------- |
|      | A y fase final | Herning       | Jyske Bank Boxen | 14 000    |
|      | B              | Næstved       | Arena de Næstved | 3500      |
|      | C              | Kolding       | TRE-FOR Arena    | 3200      |
|      | D              | Frederikshavn | Arena Nord       | 2500      |

## Grupos
| Grupo A    | Grupo B      | Grupo C       | Grupo D     |
| ---------- | ------------ | ------------- | ----------- |
| Dinamarca  | Cuba         | Brasil        | Noruega     |
| Montenegro | Suecia       | Francia       | España      |
| Hungría    | Países Bajos | Argentina     | Rumania     |
| Japón      | Polonia      | Corea del Sur | Puerto Rico |
| Túnez      | China        | RD del Congo  | Kazajistán  |
| Serbia     | Angola       | Alemania      | Rusia       |

## Primera fase
- Todos los partidos en la hora local de Dinamarca (UTC+1).

Los primeros cuatro de cada grupo pasan a los octavos de final. Los equipos restantes juegan entre sí por los puestos 17 a 24.

### Grupo A
| Equipo     | J | G | E | P | GF  | GC  | DG  | PTS |
| ---------- | - | - | - | - | --- | --- | --- | --- |
| Montenegro | 5 | 4 | 1 | 0 | 149 | 113 | +36 | 9   |
| Hungría    | 5 | 4 | 0 | 1 | 146 | 121 | +25 | 8   |
| Dinamarca  | 5 | 3 | 0 | 2 | 134 | 113 | +21 | 6   |
| Serbia     | 5 | 2 | 1 | 2 | 144 | 132 | +12 | 5   |
| Japón      | 5 | 1 | 0 | 4 | 118 | 138 | -20 | 2   |
| Túnez      | 5 | 0 | 0 | 5 | 108 | 182 | -74 | 0   |

- Resultados

| Fecha | Hora  | Partido¹   | Partido¹ | Partido¹   | Resultado |
| ----- | ----- | ---------- | -------- | ---------- | --------- |
| 05.12 | 15:45 | Montenegro | -        | Serbia     | 28-28     |
| 05.12 | 18:00 | Hungría    | -        | Túnez      | 39-20     |
| 05.12 | 20:45 | Dinamarca  | -        | Japón      | 30-21     |
| 06.12 | 16:15 | Japón      | -        | Montenegro | 23-29     |
| 06.12 | 18:30 | Serbia     | -        | Hungría    | 26-32     |
| 06.12 | 20:45 | Túnez      | -        | Dinamarca  | 20-32     |
| 08.12 | 16:15 | Japón      | -        | Túnez      | 31-21     |
| 08.12 | 18:30 | Montenegro | -        | Hungría    | 32-15     |
| 08.12 | 20:45 | Dinamarca  | -        | Serbia     | 29-20     |
| 09.12 | 16:15 | Montenegro | -        | Túnez      | 37-26     |
| 09.12 | 18:30 | Serbia     | -        | Japón      | 27-22     |
| 09.12 | 20:45 | Hungría    | -        | Dinamarca  | 29-22     |
| 11.12 | 16:15 | Hungría    | -        | Japón      | 31-21     |
| 11.12 | 18:30 | Túnez      | -        | Serbia     | 21-43     |
| 11.12 | 20:45 | Dinamarca  | -        | Montenegro | 21-23     |

- (¹) – Todos en Herning.

### Grupo B
| Equipo       | J | G | E | P | GF  | GC  | DG  | PTS |
| ------------ | - | - | - | - | --- | --- | --- | --- |
| Países Bajos | 5 | 4 | 1 | 0 | 183 | 116 | +67 | 9   |
| Suecia       | 5 | 4 | 1 | 0 | 192 | 134 | +58 | 9   |
| Polonia      | 5 | 3 | 0 | 2 | 135 | 135 | 0   | 6   |
| Angola       | 5 | 2 | 0 | 3 | 144 | 155 | -11 | 4   |
| China        | 5 | 1 | 0 | 4 | 141 | 180 | -39 | 2   |
| Cuba         | 5 | 0 | 0 | 5 | 123 | 198 | -75 | 0   |

- Resultados

| Fecha | Hora  | Partido¹     | Partido¹ | Partido¹     | Resultado |
| ----- | ----- | ------------ | -------- | ------------ | --------- |
| 05.12 | 16:15 | Países Bajos | -        | China        | 42-21     |
| 05.12 | 18:30 | Cuba         | -        | Polonia      | 22-27     |
| 05.12 | 20:45 | Suecia       | -        | Angola       | 37-23     |
| 06.12 | 16:15 | China        | -        | Cuba         | 39-30     |
| 06.12 | 18:30 | Angola       | -        | Países Bajos | 24-37     |
| 06.12 | 20:45 | Polonia      | -        | Suecia       | 30-31     |
| 08.12 | 16:15 | Cuba         | -        | Angola       | 23-38     |
| 08.12 | 18:30 | Polonia      | -        | China        | 29-24     |
| 08.12 | 20:45 | Suecia       | -        | Países Bajos | 28-28     |
| 09.12 | 16:15 | Cuba         | -        | Países Bajos | 23-45     |
| 09.12 | 18:30 | Angola       | -        | Polonia      | 27-29     |
| 09.12 | 20:45 | Suecia       | -        | China        | 47-28     |
| 11.12 | 16:15 | China        | -        | Angola       | 29-32     |
| 11.12 | 18:30 | Países Bajos | -        | Polonia      | 31-20     |
| 11.12 | 20:45 | Cuba         | -        | Suecia       | 25-49     |

- (¹) – Todos en Næstved.

### Grupo C
| Equipo        | J | G | E | P | GF  | GC  | DG  | PTS |
| ------------- | - | - | - | - | --- | --- | --- | --- |
| Brasil        | 5 | 4 | 1 | 0 | 118 | 95  | +23 | 9   |
| Francia       | 5 | 3 | 1 | 1 | 121 | 91  | +30 | 7   |
| Alemania      | 5 | 3 | 0 | 2 | 151 | 114 | +37 | 6   |
| Corea del Sur | 5 | 2 | 2 | 1 | 138 | 125 | +13 | 6   |
| Argentina     | 5 | 1 | 0 | 4 | 89  | 120 | -31 | 2   |
| RD del Congo  | 5 | 0 | 0 | 5 | 78  | 150 | -72 | 0   |

- Resultados

| Fecha | Hora  | Partido¹      | Partido¹ | Partido¹      | Resultado |
| ----- | ----- | ------------- | -------- | ------------- | --------- |
| 05.12 | 16:00 | Argentina     | -        | RD del Congo  | 23-15     |
| 05.12 | 18:15 | Francia       | -        | Alemania      | 30-20     |
| 05.12 | 20:30 | Brasil        | -        | Corea del Sur | 24-24     |
| 07.12 | 16:00 | RD del Congo  | -        | Brasil        | 11-26     |
| 07.12 | 18:15 | Corea del Sur | -        | Francia       | 22-22     |
| 07.12 | 20:30 | Alemania      | -        | Argentina     | 33-13     |
| 08.12 | 16:00 | Corea del Sur | -        | RD del Congo  | 35-17     |
| 08.12 | 18:15 | Francia       | -        | Argentina     | 20-12     |
| 08.12 | 20:30 | Brasil        | -        | Alemania      | 24-21     |
| 10.12 | 16:00 | Argentina     | -        | Brasil        | 19-23     |
| 10.12 | 18:15 | Francia       | -        | RD del Congo  | 29-16     |
| 10.12 | 20:30 | Alemania      | -        | Corea del Sur | 40-28     |
| 11.12 | 16:00 | Argentina     | -        | Corea del Sur | 22-29     |
| 11.12 | 18:15 | Brasil        | -        | Francia       | 21-20     |
| 11.12 | 20:30 | RD del Congo  | -        | Alemania      | 19-37     |

- (¹) – Todos en Kolding.

### Grupo D
| Equipo      | J | G | E | P | GF  | GC  | DG   | PTS |
| ----------- | - | - | - | - | --- | --- | ---- | --- |
| Rusia       | 5 | 5 | 0 | 0 | 171 | 115 | +56  | 10  |
| Noruega     | 5 | 4 | 0 | 1 | 159 | 106 | +53  | 8   |
| España      | 5 | 3 | 0 | 2 | 148 | 98  | +50  | 6   |
| Rumania     | 5 | 2 | 0 | 3 | 150 | 116 | +34  | 4   |
| Puerto Rico | 5 | 1 | 0 | 4 | 88  | 197 | -109 | 2   |
| Kazajistán  | 5 | 0 | 0 | 5 | 95  | 179 | -84  | 0   |

- Resultados

| Fecha | Hora  | Partido¹    | Partido¹ | Partido¹    | Resultado |
| ----- | ----- | ----------- | -------- | ----------- | --------- |
| 05.12 | 16:00 | Rumania     | -        | Puerto Rico | 47-14     |
| 05.12 | 18:15 | España      | -        | Kazajistán  | 31-10     |
| 05.12 | 20:30 | Noruega     | -        | Rusia       | 25-26     |
| 07.12 | 16:00 | Kazajistán  | -        | Rumania     | 20-36     |
| 07.12 | 18:15 | Rusia       | -        | España      | 28-26     |
| 07.12 | 20:30 | Puerto Rico | -        | Noruega     | 13-39     |
| 08.12 | 16:00 | Rusia       | -        | Puerto Rico | 45-18     |
| 08.12 | 18:15 | España      | -        | Rumania     | 26-18     |
| 08.12 | 20:30 | Noruega     | -        | Kazajistán  | 40-19     |
| 10.12 | 16:00 | Kazajistán  | -        | Rusia       | 19-42     |
| 10.12 | 18:15 | España      | -        | Puerto Rico | 39-13     |
| 10.12 | 20:30 | Rumania     | -        | Noruega     | 22-26     |
| 11.12 | 16:00 | Puerto Rico | -        | Kazajistán  | 30-27     |
| 11.12 | 18:15 | Rumania     | -        | Rusia       | 27-30     |
| 11.12 | 20:30 | Noruega     | -        | España      | 29-26     |

- (¹) – Todos en Frederikshavn.

## Fase final
- Todos los partidos en la hora local de Dinamarca (UTC+1).

|  | Octavos de final     | Octavos de final     |            |              | Cuartos de final | Cuartos de final |  |              | Semifinales     | Semifinales     |         |              | Final           | Final           |  |
|  | 13 y 14 de diciembre | 13 y 14 de diciembre |            |              | 16 de diciembre  | 16 de diciembre  |  |              | 18 de diciembre | 18 de diciembre |         |              | 20 de diciembre | 20 de diciembre |  |
|  |                      |                      |            |              |                  |                  |  |              |                 |                 |         |              |                 |                 |  |
|  |                      |                      |            |              |                  |                  |  |              |                 |                 |         |              |                 |                 |  |
|  | Países Bajos         | 36                   |            |              |                  |                  |  |              |                 |                 |         |              |                 |                 |  |
|  | Países Bajos         | 36                   |            |              |                  |                  |  |              |                 |                 |         |              |                 |                 |  |
|  | Serbia               | 20                   |            |              |                  |                  |  |              |                 |                 |         |              |                 |                 |  |
|  | Serbia               | 20                   |            | Países Bajos | 28               |                  |  |              |                 |                 |         |              |                 |                 |  |
|  |                      |                      |            | Países Bajos | 28               |                  |  |              |                 |                 |         |              |                 |                 |  |
|  |                      |                      | Francia    | 25           |                  |                  |  |              |                 |                 |         |              |                 |                 |  |
|  | España               | 21                   | Francia    | 25           |                  |                  |  |              |                 |                 |         |              |                 |                 |  |
|  | España               | 21                   |            |              |                  |                  |  |              |                 |                 |         |              |                 |                 |  |
|  | Francia              | 22                   |            |              |                  |                  |  |              |                 |                 |         |              |                 |                 |  |
|  | Francia              | 22                   |            |              |                  |                  |  | Países Bajos | 30              |                 |         |              |                 |                 |  |
|  |                      |                      |            |              |                  |                  |  | Países Bajos | 30              |                 |         |              |                 |                 |  |
|  |                      |                      | Polonia    | 25           |                  |                  |  |              |                 |                 |         |              |                 |                 |  |
|  | Polonia              | 24                   | Polonia    | 25           |                  |                  |  |              |                 |                 |         |              |                 |                 |  |
|  | Polonia              | 24                   |            |              |                  |                  |  |              |                 |                 |         |              |                 |                 |  |
|  | Hungría              | 23                   |            |              |                  |                  |  |              |                 |                 |         |              |                 |                 |  |
|  | Hungría              | 23                   |            | Polonia      | 21               |                  |  |              |                 |                 |         |              |                 |                 |  |
|  |                      |                      |            | Polonia      | 21               |                  |  |              |                 |                 |         |              |                 |                 |  |
|  |                      |                      | Rusia      | 20           |                  |                  |  |              |                 |                 |         |              |                 |                 |  |
|  | Rusia                | 30                   | Rusia      | 20           |                  |                  |  |              |                 |                 |         |              |                 |                 |  |
|  | Rusia                | 30                   |            |              |                  |                  |  |              |                 |                 |         |              |                 |                 |  |
|  | Corea del Sur        | 25                   |            |              |                  |                  |  |              |                 |                 |         |              |                 |                 |  |
|  | Corea del Sur        | 25                   |            |              |                  |                  |  |              |                 |                 |         | Países Bajos | 23              |                 |  |
|  |                      |                      |            |              |                  |                  |  |              |                 |                 |         | Países Bajos | 23              |                 |  |
|  |                      |                      | Noruega    | 31           |                  |                  |  |              |                 |                 |         |              |                 |                 |  |
|  | Alemania             | 22                   | Noruega    | 31           |                  |                  |  |              |                 |                 |         |              |                 |                 |  |
|  | Alemania             | 22                   |            |              |                  |                  |  |              |                 |                 |         |              |                 |                 |  |
|  | Noruega              | 28                   |            |              |                  |                  |  |              |                 |                 |         |              |                 |                 |  |
|  | Noruega              | 28                   |            | Noruega      | 26               |                  |  |              |                 |                 |         |              |                 |                 |  |
|  |                      |                      |            | Noruega      | 26               |                  |  |              |                 |                 |         |              |                 |                 |  |
|  |                      |                      | Montenegro | 25           |                  |                  |  |              |                 |                 |         |              |                 |                 |  |
|  | Montenegro           | 38                   | Montenegro | 25           |                  |                  |  |              |                 |                 |         |              |                 |                 |  |
|  | Montenegro           | 38                   |            |              |                  |                  |  |              |                 |                 |         |              |                 |                 |  |
|  | Angola               | 28                   |            |              |                  |                  |  |              |                 |                 |         |              |                 |                 |  |
|  | Angola               | 28                   |            |              |                  |                  |  | Noruega TE   | 35              |                 |         |              |                 |                 |  |
|  |                      |                      |            |              |                  |                  |  | Noruega TE   | 35              |                 |         |              |                 |                 |  |
|  |                      |                      | Rumania    | 33           |                  |                  |  |              |                 |                 |         |              |                 |                 |  |
|  | Dinamarca            | 26                   | Rumania    | 33           |                  |                  |  |              |                 |                 |         |              |                 |                 |  |
|  | Dinamarca            | 26                   |            |              |                  |                  |  |              |                 |                 |         |              |                 |                 |  |
|  | Suecia               | 19                   |            |              |                  |                  |  |              |                 |                 |         |              |                 |                 |  |
|  | Suecia               | 19                   |            | Dinamarca    | 30               |                  |  |              |                 |                 |         | Tercer lugar | Tercer lugar    |                 |  |
|  |                      |                      |            | Dinamarca    | 30               |                  |  |              |                 |                 |         | Tercer lugar | Tercer lugar    |                 |  |
|  |                      |                      | Rumania TE | 31           |                  |                  |  |              |                 |                 |         |              |                 |                 |  |
|  | Brasil               | 22                   | Rumania TE | 31           |                  |                  |  |              |                 |                 | Polonia | 22           |                 |                 |  |
|  | Brasil               | 22                   |            |              |                  |                  |  |              |                 |                 | Polonia | 22           |                 |                 |  |
|  | Rumania              | 25                   |            |              |                  |                  |  |              |                 |                 |         |              | Rumania         | 31              |  |
|  | Rumania              | 25                   |            |              |                  |                  |  |              |                 |                 |         |              | Rumania         | 31              |  |
|  |                      |                      |            |              |                  |                  |  |              |                 |                 |         |              |                 |                 |  |

### Octavos de final
| Fecha | Hora  | Partido      | Partido | Partido       | Resultado |
| ----- | ----- | ------------ | ------- | ------------- | --------- |
| 13.12 | 20:30 | Brasil       | -       | Rumania       | 22-25     |
| 13.12 | 20:30 | Alemania     | -       | Noruega       | 22-28     |
| 13.12 | 20:45 | Dinamarca    | -       | Suecia        | 26-19     |
| 13.12 | 20:45 | Países Bajos | -       | Serbia        | 36-20     |
| 14.12 | 17:45 | España       | -       | Francia       | 21-22     |
| 14.12 | 18:00 | Polonia      | -       | Hungría       | 24-23     |
| 14.12 | 20:30 | Rusia        | -       | Corea del Sur | 30-25     |
| 14.12 | 20:45 | Montenegro   | -       | Angola        | 38-28     |

### Cuartos de final
| Fecha | Hora  | Partido¹     | Partido¹ | Partido¹   | Resultado        |
| ----- | ----- | ------------ | -------- | ---------- | ---------------- |
| 16.12 | 17:45 | Países Bajos | -        | Francia    | 28-25            |
| 16.12 | 18:00 | Polonia      | -        | Rusia      | 21-20            |
| 16.12 | 20:30 | Noruega      | -        | Montenegro | 26-25            |
| 16.12 | 20:45 | Dinamarca    | -        | Rumania    | 30-31 TE (27-27) |

- (¹) – El primero y el tercero en Kolding, los otros dos en Herning.

### Semifinales
| Fecha | Hora  | Partido¹     | Partido¹ | Partido¹ | Resultado |
| ----- | ----- | ------------ | -------- | -------- | --------- |
| 18.12 | 18:00 | Países Bajos | -        | Polonia  | 30-25     |
| 18.12 | 20:45 | Noruega      | -        | Rumania  | 35-33     |

- (¹) – En Herning.

### Tercer lugar
| Fecha | Hora  | Partido¹ | Partido¹ | Partido¹ | Resultado |
| ----- | ----- | -------- | -------- | -------- | --------- |
| 20.12 | 14:45 | Polonia  | -        | Rumania  | 22-31     |

### Final
| Fecha | Hora  | Partido¹     | Partido¹ | Partido¹ | Resultado |
| ----- | ----- | ------------ | -------- | -------- | --------- |
| 20.12 | 17:15 | Países Bajos | -        | Noruega  | 23-31     |

- (¹) – En Herning.

### Partidos de clasificación
5.º a 8.º lugar
| Fecha | Hora  | Partido¹   | Partido¹ | Partido¹  | Resultado |
| ----- | ----- | ---------- | -------- | --------- | --------- |
| 18.12 | 13:15 | Francia    | -        | Rusia     | 25-31     |
| 18.12 | 15:45 | Montenegro | -        | Dinamarca | 20-28     |

Séptimo lugar
| Fecha | Hora  | Partido¹ | Partido¹ | Partido¹   | Resultado |
| ----- | ----- | -------- | -------- | ---------- | --------- |
| 20.12 | 09:45 | Francia  | -        | Montenegro | 34-23     |

Quinto lugar
| Fecha | Hora  | Partido¹ | Partido¹ | Partido¹  | Resultado |
| ----- | ----- | -------- | -------- | --------- | --------- |
| 20.12 | 12:15 | Rusia    | -        | Dinamarca | 25-21     |

- (¹) – En Herning.

## Medallero
| Noruega | Países Bajos | Rumania |
| Ida Alstad Kari Grimsbø Camilla Herrem Veronica Kristiansen Amanda Kurtović Heidi Løke Mari Molid Nora Mørk Stine Oftedal Betina Riegelhuth Stine Skogrand Sanna Solberg Silje Solberg Linn Sulland Marta Tomac Pernille Wibe | Lois Abbingh Debbie Bont Yvette Broch Kelly Dulfer Michelle Goos Cornelia Groot Laura van der Heijden Lynn Knippenborg Jessy Kramer Angela Malestein Sanne van Olphen Estavana Polman Martine Smeets Danick Snelder Marieke van der Wal Tess Wester | Valentina Ardean-Elisei Aurelia Brădeanu Eliza Buceschi Laura Chiper Melinda Geiger Oana Manea Luciana Marin Ionica Munteanu Cristina Neagu Adriana Nechita Gabriela Perianu Crina Pintea Gabriella Szűcs Ana Maria Tănăsie Paula Ungureanu Patricia Vizitiu |
| Thorir Hergeirsson (seleccionador) | Henk Groener (seleccionador) | Tomas Ryde (seleccionador) |

## Estadísticas

### Clasificación general
| 1. Noruega        |
| 2. Países Bajos   |
| 3. Rumania        |
| 4. Polonia        |
| 5. Rusia          |
| 6. Dinamarca      |
| 7. Francia        |
| 8. Montenegro     |
| 9. Suecia         |
| 10. Brasil        |
| 11. Hungría       |
| 12. España        |
| 13. Alemania      |
| 14. Corea del Sur |
| 15. Serbia        |
| 16. Angola        |
| 17. China         |
| 19. Japón         |
| 20. Puerto Rico   |
| 21. Túnez         |
| 22. Kazajistán    |
| 23. Cuba          |
| 24. RD del Congo  |

### Máximas goleadoras
| N.º | Nombre                | Selección    | Goles | Tiros | %    | Partidos jugados |
| --- | --------------------- | ------------ | ----- | ----- | ---- | ---------------- |
| 1   | Cristina Neagu        | Rumania      | 63    | 104   | 61 % | 9                |
| 2   | Jovanka Radičević     | Montenegro   | 60    | 85    | 71 % | 9                |
| 3   | Karolina Kudłacz-Gloc | Polonia      | 52    | 82    | 63 % | 9                |
| 4   | Anna Viajireva        | Rusia        | 52    | 76    | 68 % | 9                |
| 5   | Estavana Polman       | Países Bajos | 51    | 86    | 59 % | 9                |
| 6   | Katarina Bulatović    | Montenegro   | 49    | 80    | 61 % | 9                |
| 7   | Stine Jørgensen       | Dinamarca    | 48    | 75    | 64 % | 9                |
| 8   | Christianne Mwasesa   | RD del Congo | 45    | 87    | 52 % | 7                |
| 9   | Nora Mørk             | Noruega      | 44    | 76    | 58 % | 9                |
| 10  | Natália Bernardo      | Angola       | 43    | 60    | 72 % | 6                |

Fuente: 

### Mejores porteras
| N.º | Nombre               | Equipo       | Paradas | Tiros | %    | Partidos jugados |
| --- | -------------------- | ------------ | ------- | ----- | ---- | ---------------- |
| 1   | Tess Wester          | Países Bajos | 120     | 277   | 43 % | 9                |
| 2   | Darly Zoqbi de Paula | España       | 28      | 66    | 42 % | 6                |
| 3   | Rikke Poulsen        | Dinamarca    | 76      | 186   | 41 % | 9                |
| 4   | Kari Grimsbø         | Noruega      | 80      | 201   | 40 % | 9                |
| 5   | Johanna Bundsen      | Suecia       | 56      | 145   | 39 % | 6                |
| 5   | Filippa Idéhn        | Suecia       | 40      | 102   | 39 % | 6                |
| 7   | Mayssa Pessoa        | Brasil       | 28      | 74    | 38 % | 6                |
| 7   | Silje Solberg        | Noruega      | 52      | 138   | 38 % | 9                |
| 9   | Laura Glauser        | Francia      | 41      | 113   | 36 % | 9                |
| 9   | Nesrine Hamza        | Túnez        | 26      | 73    | 36 % | 7                |
| 9   | Katja Kramarczyk     | Alemania     | 56      | 155   | 36 % | 6                |

Fuente: 

### Equipo ideal
- Mejor jugadora del campeonato —MVP—: Cristina Neagu ( Rumania).

| Posición          | Nombre                  | País         |
| ----------------- | ----------------------- | ------------ |
| Portero           | Tess Wester             | Países Bajos |
| Extremo derecho   | Jovanka Radičević       | Montenegro   |
| Extremo izquierdo | Valentina Ardean-Elisei | Rumania      |
| Pivote            | Heidi Løke              | Noruega      |
| Central           | Stine Oftedal           | Noruega      |
| Lateral derecho   | Nora Mørk               | Noruega      |
| Lateral izquierdo | Cristina Neagu          | Rumania      |

Fuente:  == Referencias ==
1. ↑  «Denmark and Qatar host World Championships 2015». Portal de la IHF (en inglés). 27 de enero de 2011. Consultado el 22 de abril de 2024.
2. ↑  «Grimsbø Shines as Norway Claim the Title». Pág. web de la IHF (en inglés). 20 de diciembre de 2015. Consultado el 22 de abril de 2024.
3. ↑  «Neagu Leads Romania to Bronze». Pág. web de la IHF (en inglés). 20 de diciembre de 2015. Consultado el 22 de abril de 2024.
4. ↑  «VM 2015 i Frederikshavn, Herning, Kolding og Næstved». Federación Danesa de Balonmano, 7 de julio de 2014 (en danés). Consultado el 22 de abril de 2024.
5. ↑  «Team Roster». Portal de la IHF. 16 de diciembre de 2015. Consultado el 22 de abril de 2024.
6. ↑  «Team Roster». Portal de la IHF. 20 de diciembre de 2015. Consultado el 22 de abril de 2024.
7. ↑  «Team Roster». Portal de la IHF. 16 de diciembre de 2015. Consultado el 22 de abril de 2024.